# 岩井七世
岩井 七世（いわい ななせ、1989年〈平成元年〉4月23日 - ）は、日本の女優 、ファッションモデル。
神奈川県出身。イトーカンパニー所属（2025年3月まで）。

## 経歴・人物
1999年、父親が応募したという『De☆View 夏の特別オーディション』で、これに参加していたイトーカンパニーに合格。同年からイトーカンパニーに所属し、芸能界デビューする。
2001年より3年間、NHK教育『天才てれびくんシリーズ』にてれび戦士として出演。また、テレビ出演以外にもグラビアやファッションモデルとしての活動をしていたことから、「日本一忙しい中学生」と呼ばれた。
現在は演劇を中心とした俳優業をメインに活動している。
2024年7月7日、結婚を発表。
2025年3月をもって所属事務所イトーカンパニーを退所。

## 出演

### 映画
- 短編映画「体温」（2003年） - 主演・14歳の少女 役
- 男前 日本一の画家になったる!（2005年） - 山本集の次女 役
- かかしの旅（2006年3月6日公開、フィルム・クレッセント） - ミキ 役
- 笑う大天使（ミカエル）（2006年7月15日公開、アルバトロス・フィルム） - 百合枝 役
- コーラスたい♪ 彼女たちのキセキ（2007年公開、シネマフレンズ） - 恵子 役
- あいのこころ（2008年1月2日公開、JAPAN CINEMA）- 主演・長谷川あい 役
- ちょんまげぷりん（2010年7月31日公開、ジェイ・ストーム） - 保育士・カズヨ 役
- 洋菓子店コアンドル（2011年2月11日公開、アスミック・エース） - 海千尋の彼女 役
- ソラから来た転校生（2013年5月18日公開、キュリオスコープ） - 三好先生 役
- 瞳をとじて（2013年11月1日公開、シネアスト）
- 永遠の0（2013年12月21日公開、東宝）
- ゆめはるか（2014年12月13日公開、ベストブレーン） - 本田七海 役
- 浄霊探偵（2015年7月18日公開、ベストブレーン） - 白木枇杷子 役
- 色あせてカラフル（2015年11月7日公開、トリウッドスタジオプロジェクト） - 山口 役
- 傷だらけの悪魔（2017年2月4日公開、KADOKAWA） - 墨田葉子 役
- HER MOTHER 娘を殺した死刑囚との対話（2017年9月9日公開、渋谷プロダクション） - みちよ 役
- グッドバイ、バッドマガジンズ（2022年11月公開、ピークサイド） - 向井愛子 役[7]
- 退屈なエンドロール（2023年10月20日公開、SORA） - 富岳案 役[8][9]

### 劇場アニメ
- ジーニアス・パーティ「ドアチャイム」（2007年7月7日公開、日活） - 女子高生 役
- この世界の片隅に（2016年11月12日公開、東京テアトル） - 白木リン 役
- この世界の（さらにいくつもの）片隅に（2019年12月20日公開、東京テアトル） - 白木リン 役[10]

### テレビドラマ
- Sh15uya シブヤフィフティーン（2005年、テレビ朝日） - ナミ 役
- 火曜ドラマ 探偵学園Q 第1話（2007年7月3日、日本テレビ） - 西村静香 役
- 桜蘭高校ホスト部 第2話（2011年7月29日、TBS） - おかっぱ看護師 役
- からくり侍 セッシャー1 第二章（2013年7月 - 9月、テレビ静岡） - 沙矢香 役
- 金曜プレステージ「西村京太郎スペシャル 警部補・佐々木丈太郎7」（2014年6月20日、フジテレビ） - アヤカの母 役
- パブリシャスロード（2015年、BS11）
- 連続ドラマW「沈まぬ太陽」（2016年、WOWOW） - CA 役
- 男と女のミステリー時代劇 第10話「深川お初」（2016年8月9日、BSジャパン） - お蝶 役
- さぼリーマン甘太朗 第12話「モンブラン」（2017年9月28日、テレビ東京）
- 世にも奇妙な物語 秋の特別編「フリースタイル母ちゃん」（2017年10月14日、フジテレビ） - OL・美園 役
- 相棒 season16 第11話「ダメージグッズ」（2018年1月10日、テレビ朝日） - 成澤良子 役
- FODオリジナルドラマ 乃木坂シネマズ〜STORY OF 46〜第8話「ツダモモエ」（2020年、フジテレビ）
- 土曜ドラマ「三浦部長、本日付けで女性になります。」（2020年3月21日、NHK総合） - 君島 役
- 湯遊ワンダーランド（2023年7月16日 - 10月1日、BSテレビ東京） - 美衣子 役[11]

### バラエティ
- 天才てれびくんワイド/天才てれびくんMAX（2001年 - 2004年、NHK教育） - てれび戦士
- 恋するいちごパラダイス（2002年 - 2003年、BS朝日）
- 天才ビットくん（2004年 - 2006年、NHK教育） - 準レギュラー
- 痛快TV スカッとジャパン（2015年 - 2016年、フジテレビ） - 再現ドラマに出演
- 天才てれびくんhello,（2020年7月6日 - 8日、2021年5月24日 - 26日、NHK教育）-サトウ先生（大谷紅緒の学校の先生）役

### その他のテレビ番組
- fine〜住みたい街のストーリー〜（2012年9月 - 12月、TBS） - ナビゲーター
- BS12 トゥエルビ 番組ラインナップ（2018年4月、BS12 TwellV） - ナビゲーター
- ワンワンパッコロ!キャラともワールド（2020年3月1日、NHK BSプレミアム） - 本人役で村田ちひろと出演。

### 舞台
- イトーカンパニー Star Chart Project「TDL≒USJ」（2008年、演出：福原充則） - 凛子 役
- ハイパークレイジーファッションミュージカル（2010年、作・演出：澤田育子、南青山マンダラ）
- 劇団芋屋第9回公演「悪名高き治助の恋」（2010年、作・演出：高橋征也、大阪萬劇場）
- 渋谷ハチ公前プロデュースVol.3「ストックホルム」（2010年、作・演出：高橋努、赤坂RED/THEATER）
- 劇団芋屋第10回公演「アイアン・ディッシュ」（2011年、作・演出：高橋征也、下北沢OFF・OFFシアター）
- 恋、ほのか 〜何年後かのI love you〜（2011年、作・演出：保木本真也、六行会ホール） - 山上智子 役
- ヒロセプロジェクト「優しい魔法のとなえ方2011」（2011年、作・演出：ヒロセヤスタカ、ラゾーナ川崎プラザソル） - 古屋リエコ 役
- トランジット・コメディアンズのコント集（2011年、作・演出：保木本真也、シアターグリーンBOXinBOX theater）
- 裁判長!ここは懲役4年でどうすか the stage（2012年、作・演出：館川範雄、スペース・ゼロ）
- 萬屋錦之助一座「ざ☆よろきん」（2012年、シアターグリーンBIGTREE THEATER） - ましろ 役
- 贅沢貧乏「アンダー・ザマク」（2013年、作・演出：山田由梨、王子小劇場）[12]
- 昼下がりの非情事（2014年3月、脚本・演出：中津留章仁、下北沢小劇場B1）
- エス・スール（2014年8月 - 9月、演出：東憲司、シアターΧ）
- 天才劇団バカバッカ 朝劇 西新宿「RISING SUN」（2014年9月 - 2015年1月、演出：野村龍一、GLASS DANCE新宿）
- 浮世企画「ここにある真空」（2015年3月、脚本・演出：今城文恵、下北沢駅前劇場）
- (有)マッチポンプ調査室「ニシムクサムライ」（2015年6月、演出：白倉裕二、高円寺明石スタジオ）
- DADDY WHO?（2015年8月、演出：野村龍一、テアトルBONBON）
- 朝劇 西新宿「恋の遠心力」（2015年8月、脚本：岡本貴也 / 演出：野村龍一、GLASS DANCE新宿）
- 劇団競泳水着「サヨナラ サイキック オーケストラ」（2015年11月、演出：上野友之、シアター風姿花伝）
- ミセスフィクションズ「ミセスフィクションズのまんがまつり」（2016年2月、演出：中嶋康太、王子劇場）
- 劇団競泳水着「全員彼女 / 全員彼氏」（2016年4月、演出：上野友之、下北沢B1劇場）
- ドブ恋7（2016年10月、脚本・演出：金沢知樹、千本桜ホール）
- キ上の空論「幸福の黄色い10日後」（2017年3月 - 4月、サンモールスタジオ）
- 少女ミウ（2017年5月 - 6月、作・演出：岩松了、ザ・スズナリ）
- キ上の空論「青の凶器、青の暴力、手と手。この先、」（2017年8月 - 9月、東京芸術劇場シアターウエスト）
- 劇団マカリスター「同窓会ディスコ」（2018年1月、下北沢シアター711）
- オフィス上の空プロデュース　キ上の空論#8「おかえりのないまち。色のない」（2018年3月、吉祥寺シアター）
- 江古田のガールズ10周年記念公演「極楽」（2018年6月、紀伊国屋ホール）
- マウンテン一家produce旗揚げ公演「4.5劣等」（2018年7月、Bar GARIGARI）
- オフィス上の空プロデュース　悪い芝居「アイスとけるとヤバイ」（2018年8月、ブディストホール）
- オフィス上の空プロデュース　キ上の空論#9「みどり色の水泡にキス」（2018年10月、あうるすぽっと）
- ろりえ第12回公演「ミセスダイヤモンド」（2018年12月、下北沢駅前劇場）
- 悪い芝居「アイスとけるとヤバイ」（2019年8月-9月、HEP HALL、せんだい演劇工房10-BOX、東京芸術劇場シアターウエスト）
- オフィス上の空プロデュース　キ上の空論#11「紺屋の明後日」（2019年9月、あうるすぽっと）
- ろりえ第13回公演「いけない先生」（2019年12月、下北沢駅前劇場） -  主演・国語教師・岩井ななせん役[13]
- 朝劇シネマ「バックトゥザフューチャーの回」（2020年1月13日、大久保テ～ハンミング隣接会場（旧ホボホボ））- ゲスト出演
- オフィス上の空プロデュース　朝劇赤坂「笑う、夜の果てにて」（2020年2月9日、赤坂Corus）- ゲスト出演
- オフィス上の空プロデュース「共骨」（2020年3月、彩の国さいたま芸術劇場　小ホール） - 奈々海 役
- オフィス上の空プロデュース　キ上の空論#12「ピーチオンザビーチノーエスケープ」（2020年5月、萬劇場） ※終演後、アフターイベントとして15分程の『茶番劇』に出演予定であったが、新型コロナウイルスの感染拡大の状況を考慮し4月8日に公演中止が発表された。
- 『ダイヤのA』The MUSICAL - 高島礼 役 
  - 『ダイヤのA』The MUSICAL（2020年6 - 7月、シアター1010、メルパルクホール大阪） ※新型コロナウイルスの感染拡大の状況を考慮し5月22日に全公演中止が発表された。
  - 『ダイヤのA』The MUSICAL（2022年9月30日 - 10月10日、天王洲 銀河劇場）
- 7BOX「クイーンズ・スケッチ」（2020年9月、CBGKシブゲキ!!） - ビンテージ（長垣麗） 役
- 朗読劇「妖琦庵夜話 その探偵、人にあらず」（2022年11月5日・6日、幕張国際研修センター シンポジウムホール） - 繭美 役
- キ上の空論 獣三作 一作め「けもののおとこ」（2024年3月23日 - 31日、紀伊國屋ホール）[14]
- 啓和グループ60周年記念公演「バック・トゥ・ザ・うんちゃん〜ドライバーの消える日〜」（2024年10月2日 - 6日〈予定〉、ザ・ポケット） - 声の出演[15]

### ラジオドラマ
- 円都通信 ラジオドラマ 虹の女神（2005年、TOKYO FM） - 佐藤かな 役

### 配信
- 横浜ウォーカーゼミ（ニコニコ生放送・FRESH・YouTube）
  - vol.70 - YouTube (2017年4月27日）- MC[16]
  - vol.72 - YouTube（2017年6月23日）- MC[17]
  - vol.73 - YouTube（2017年7月25日）- ゲスト[18]

### CM
- 東京ディズニーシー（2001年）
- グラクソ・スミスクライン「シガノンCQ」（2009年）
- ほっともっと（2010年）
- シャープ、docomo SH-07B AQUOS SHOT「京都篇」（2010年）
- リオン（2011年）
- 花王 ビオレ（2014年 - 2015年）
- ニチハ「Fuge」（2017年）
- 全日本宗教用具共同組合 「大切な人篇」（2017年）
- 日本民間放送連盟「A DAY IN THE LIFE篇」（2017年）
- アサヒ飲料「十六茶W」"ホームパーティー篇" （2017年）
- シノケングループ「チラ見編（ホテルロビー）」（2017年） - 佐々木蔵之介の部下 役
- 佐藤製薬「エンペシドL」（2017年）

### PV
- back number「繋いだ手から」（2014年）
- THEラブ人間「コント」（2016年） - 女漫才師 役 ※小沢一敬と共演
- nicoten「サイダーの泡」（2016年）

## 作品

### DVD
- メイキング・オブ・「体温」（2003年、キングレコード）
- 卒業（2005年、ベガファクトリー）
- なないろの世界（2005年、パイオニアLDC）

## 書籍

### 写真集
- わたあめ（2002年3月29日、辰巳出版）
- はっか（2003年11月7日、辰巳出版）

### 雑誌連載
- ラブベリー（2001年 - 2007年、徳間書店）モデル